# Lisbeth Kristensen
Pour les articles homonymes, voir Kristensen.
Lisbeth Kristensen née le 17 février 1972 est une triathlète professionnelle danoise, championne d'Europe et du monde de triathlon longue distance.

## Biographie
Lisbeth Kristensen commence le sport par la natation à l'âge de quatorze ans. Pour poursuivre ses études en science du sport, elle déménage à Copenhague et s'inscrit en amateur dans le club de triathlon ou elle participe à quelques compétitions locales. Elle est sélectionnée pour l'équipe Aréna Europe , parrainée par la Fédération européenne de triathlon pour participer à la coupe d'Europe de triathlon, ou elle côtoie des triathlètes de renom, comme Nicola Spirig ou Anja Dittmer. Lors de la finale à Alyana en Turquie, elle rencontre Andrew Johns spécialiste renommé des triathlons courtes distances qui l’invite en Australie et en Nouvelle-Zélande pour un stage de formation avec Brett Sutton et des triathlètes comme Loretta Harrop ou Greg Bennett. En 2000 elle s'installe en Suisse avec Andrew John et continue de s'entrainer avec Brett Sutton, qui la pousse à participer à un Ironman. 
Lisbeth Kristensen fait partie de l’équipe nationale du Danemark de 1995 à 2010. Elle remporte le championnat du monde longue distance à Fredericia dans son pays natal et devant son public en 2001. Double championne d'Europe longue distance en 2004 et 2006, elle remporte également en 2006, sa première victoire sur Ironman en s'imposant sur l'épreuve du Brésil et gagne un troisième titre, la même année en remportant l'Ironman Australie. En 2012, lors du Challenge de Copenhague, après une course de haut niveau, elle termine en deuxième position, derrière sa compatriote Camilla Pedersen.
Elle fait partie de la Team TTB de Brett Sutton pendant plus de dix années et y participe en tant qu'entraineuse pendant deux ans avant de créer son propre programme d'entrainement. Elle a deux enfants Astrid et Jacob.

## Palmarès
Le tableau présente les résultats les plus significatifs (podium) obtenus sur le circuit international de triathlon depuis 2001,.
| Année | Compétition                          | Pays             | Position           | Temps           |
| ----- | ------------------------------------ | ---------------- | ------------------ | --------------- |
| 2012  | Challenge Copenhague                 | Danemark         | Médaille d'argent  | 9 h 15 min 24 s |
| 2010  | Challenge Wanaka                     | Nouvelle-Zélande | Médaille de bronze | 10 h 3 min 9 s  |
| 2009  | Challenge Kraichgau                  | Allemagne        | Médaille d'argent  | 4 h 32 min 58 s |
| 2009  | Ironman Louisville                   | États-Unis       | Médaille d'argent  | 9 h 23 min 57 s |
| 2009  | Ironman Suisse                       | Suisse           | Médaille de bronze | 9 h 15 min 38 s |
| 2006  | Championnat d'Europe longue distance | Pays-Bas         | Médaille d'or      | 6 h 17 min 0 s  |
| 2006  | Ironman Western Australie            | Australie        | Médaille d'or      | 9 h 10 min 1 s  |
| 2006  | Ironman Brésil                       | Brésil           | Médaille d'or      | 9 h 20 min 46 s |
| 2006  | Ironman Allemagne                    | Allemagne        | Médaille de bronze | 9 h 24 min 31 s |
| 2004  | Championnat d'Europe longue distance | Allemagne        | Médaille d'or      | 7 h 41 min 45 s |
| 2003  | Championnat d'Europe longue distance | Danemark         | Médaille d'argent  | 6 h 41 min 33 s |
| 2003  | Half Ironman Royaume-Uni             | Royaume-Uni      | Médaille d'or      | 4 h 20 min 50 s |
| 2001  | Championnat du monde longue distance | Danemark         | Médaille d'or      | 9 h 27 min 17 s |